# افراده
افراده، روستایی است از توابع بخش چمستان شهرستان نور در استان مازندران ایران.

## جمعیت
این روستا در دهستان میان‌رود (نور) قرار دارد و براساس سرشماری مرکز آمار ایران در سال ۱۳۸۵، جمعیت آن ۴۳۲ نفر (۱۱۳خانوار) بوده‌است. مردم افراده از قومیت طبری هستند که ریشه آن به قوم آمارد و قوم تپوری می‌رسد. مردم افراده به زبان طبری (مازندرانی) و گویش کجوری سخن میگویند.